# 野云沟乡
野云沟乡，是中华人民共和国新疆维吾尔自治区巴音郭楞蒙古自治州轮台县下辖的一个乡镇级行政单位。

## 行政区划
野云沟乡下辖以下地区：
野云沟村、塔里克村和阿合塔木村。